# Parti de la justice démocratique
 (janvier 2019).
Si vous disposez d'ouvrages ou d'articles de référence ou si vous connaissez des sites web de qualité traitant du thème abordé ici, merci de compléter l'article en donnant les références utiles à sa vérifiabilité et en les liant à la section « Notes et références ».
Le Parti de la justice démocratique (en coréen : 정의당 ; abrégé en DJP) est le parti au pouvoir en Corée du Sud de 1980 à 1988. Il est formé en 1980 par Chun Doo-hwan et succède au Parti républicain démocratique (en).
Après l'assassinat de Park Chung-hee en 1979, Chun Doo-hwan fonde le « Parti de la justice démocratique » en 1980. Bien qu'une constitution moins autoritaire ait été adoptée cette année-là, le système politique est considérablement manipulé en faveur de la DJP. La situation change en 1987, lorsque le candidat à la présidence du DJP, Roh Tae Woo, fait la promesse que les élections de cette année soient libres et démocratiques. En 1990, le DJP fusionne avec le Parti démocratique de la réunification dirigé par Kim Young-sam et le nouveau Parti républicain démocratique mené par Kim Jong-pil pour former le Parti libéral démocrate.

## Résultats des élections

### Élection présidentielle
| Élection | Candidat      | Total des votes        | %     | Résultat |
| -------- | ------------- | ---------------------- | ----- | -------- |
| 1981     | Chun Doo-hwan | 4 755 (vote électoral) | 90,2% | Élu      |
| 1987     | Roh Tae-woo   | 8 282 738              | 36,6% | Élu      |

### Élections législatives
| Élections | Sièges    | Total des votes | %    | Chef de file  |
| --------- | --------- | --------------- | ---- | ------------- |
| 1981      | 151 / 276 | 5 776 624       | 35,6 | Chun Doo-hwan |
| 1985      | 148 / 276 | 7 040 811       | 34,0 | Chun Doo-hwan |
| 1988      | 125 / 299 | 6 675 494       | 34,0 | Roh Tae-woo   |